# Trirachodon
Trirachodon (грец. «тригребеневий зуб») — вимерлий рід цинодонтів. Скам'янілості були знайдені в зоні збору Cynognathus групи Бофорта в Південній Африці та формації Омінгонде в Намібії, що датується раннім і середнім тріасом.

## Опис
Череп трираходона мав коротку, вузьку морду з широкою орбітальною областю. Виличні дуги були відносно тонкими. Трираходон був досить маленьким для цинодонта, не перевищував 50 см у довжину. У нього було помітно менше корінних зубів, ніж у близькоспорідненого сучасного Діадемодона. Ці зуби, як правило, були ширшими в поперечному напрямку, ніж у діадемодону.

## Види
Типовим видом є T. berryi, названий у 1895 році на основі одного черепного скелета. Три інші екземпляри пізніше були віднесені до T. kannemeyeri, який був виділений із типу на основі довжини морди та кількості зубів після ікла. З тих пір ці відмінності вважалися занадто малими, щоб віднести їх до двох різних видів, і тому T. kannemeyeri вийшов з ужитку через цю можливу синонімію.
Новий вид, T. minor, був названий Робертом Брумом у 1905 році для опису погано збереженої морди. У 1915 році Брум пізніше назвав T. browni, в якому він відрізнив його від усіх інших видів на основі довжини корінних зубів. У 1932 році Брум запропонував віднести T. berryi до нового роду Trirachodontoides. Інший вид Trirachodon під назвою T. angustifrons був названий у 1946 році на основі вузького черепа, знайденого в Танзанії, але пізніше було доведено, що цей матеріал походить від траверсодонтидного скаленодона. У 1972 році всі види Trirachodon були запропоновані як синоніми типового виду, за винятком T. browni, який був синонімом Diademodon tetragonus.

## Палеобіологія
Вважається, що тріраходон вів рийний спосіб життя. Позначені подряпинами комплекси нор, знайдені у формації Дрікоппен на північному сході Фрі-Стейту, Південна Африка, а також у формації Омінгонде в Намібії, були віднесені до роду. В одному з комплексів виявлено щонайменше 20 особин. Вхідні вали спускаються під невеликими кутами, мають двошарові перекриття та склепінчасті дахи. Нори зазвичай закінчуються досить вузько. Тунелі, як правило, щільно вигинаються, коли просуваються глибше, з камерами, що розгалужуються під прямим кутом до основного тунелю. Напівпряма постава задніх кінцівок тріраходона розглядається як адаптація для стійкої ефективності пересування в тунелях.
Багато особливостей нір свідчать про те, що вони використовувалися як колоніальні житлові споруди. Широкий вхід був би корисний для нори, населеної багатьма особинами, а розгалужені тунелі та кінцеві камери навряд чи були зроблені однією твариною. Зношені дволопатеві підлоги свідчать про те, що тунелі досить часто використовувалися численними мешканцями, коли вони проходили повз один одного, пересуваючись ними.
Колоніальний спосіб життя тріраходона вказує на складну соціальну поведінку, яку раніше вважали унікальною для кайнозойських ссавців, і є одним із найдавніших ознак спільного проживання чотириногих у комплексі нори (часткові нори, пов'язані з Thrinaxodon liorhinus, також з групи Бофорта, нещодавно було виявлено, що ці нори передують на кілька мільйонів років). Є багато припущень про причини такої поведінки трираходона, включаючи захист від хижаків, місця для розмноження та/або вирощування молодняку та терморегуляцію.
Нещодавні дослідження гістології кісток багатьох екземплярів Trirachodon привели до кращого розуміння онтогенезу та способу життя цих тварин. У кільцях росту кісток є докази того, що на темпи росту цих тварин сильно впливали коливання сезонних умов у навколишньому середовищі.